# Apanteles diparopsidis
Apanteles diparopsidis är en stekelart som beskrevs av Lyle 1927. Apanteles diparopsidis ingår i släktet Apanteles och familjen bracksteklar. Inga underarter finns listade i Catalogue of Life.